# Eisenmühle Oderwitz

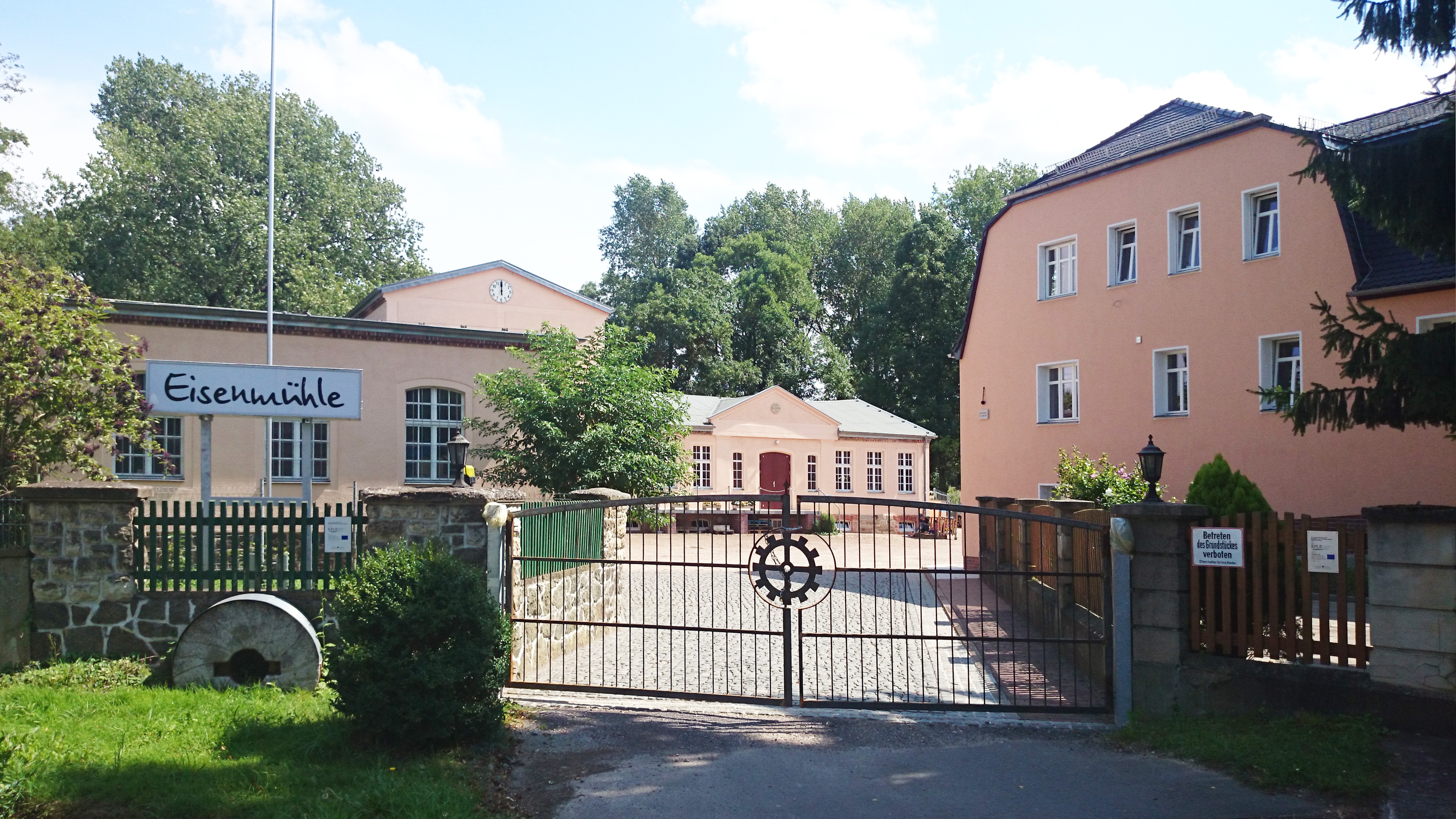
Eisenmühle Oderwitz, Westansicht

Die Eisenmühle Oderwitz ist ein aus mehreren Gebäuden bestehendes Anwesen am Profener Elstermühlgraben im Ortsteil Oderwitz der Gemeinde Elstertrebnitz im Landkreis Leipzig in Sachsen. Namensgebend ist die von 1915 bis 1993 betriebene Anlage zur Herstellung von Eisenpulver, die seit 2015 ein Museum ist, das einzige dieser Art in Deutschland. Große Teile der Eisenmühle Oderwitz stehen unter Denkmalschutz.

## Geschichte
Im 12. Jahrhundert legten die Mönche des Klosters Pegau auf Veranlassung des Wiprecht von Groitzsch an der Weißen Elster einen Mühlgraben an. Auch an der Stelle der Eisenmühle entstand ein Mühlenbetrieb, der als sogenannte „Bauernmühle“ das Getreide der Bauern der Umgebung verarbeitete. Später kam eine kleine Schneidemühle hinzu.

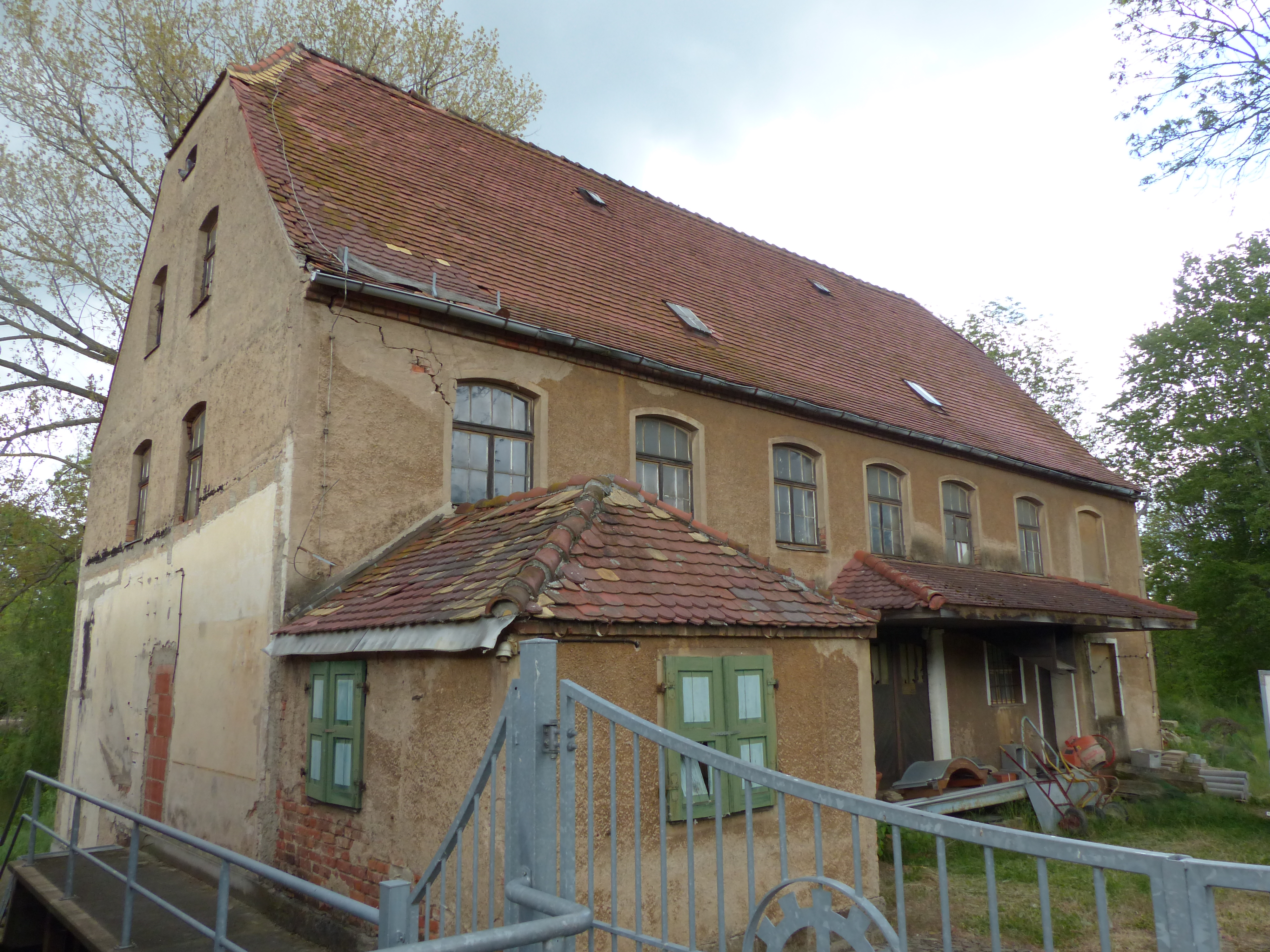
Das unsanierte Wohnhaus der vor 1915 abgerissenen Getreidemühle

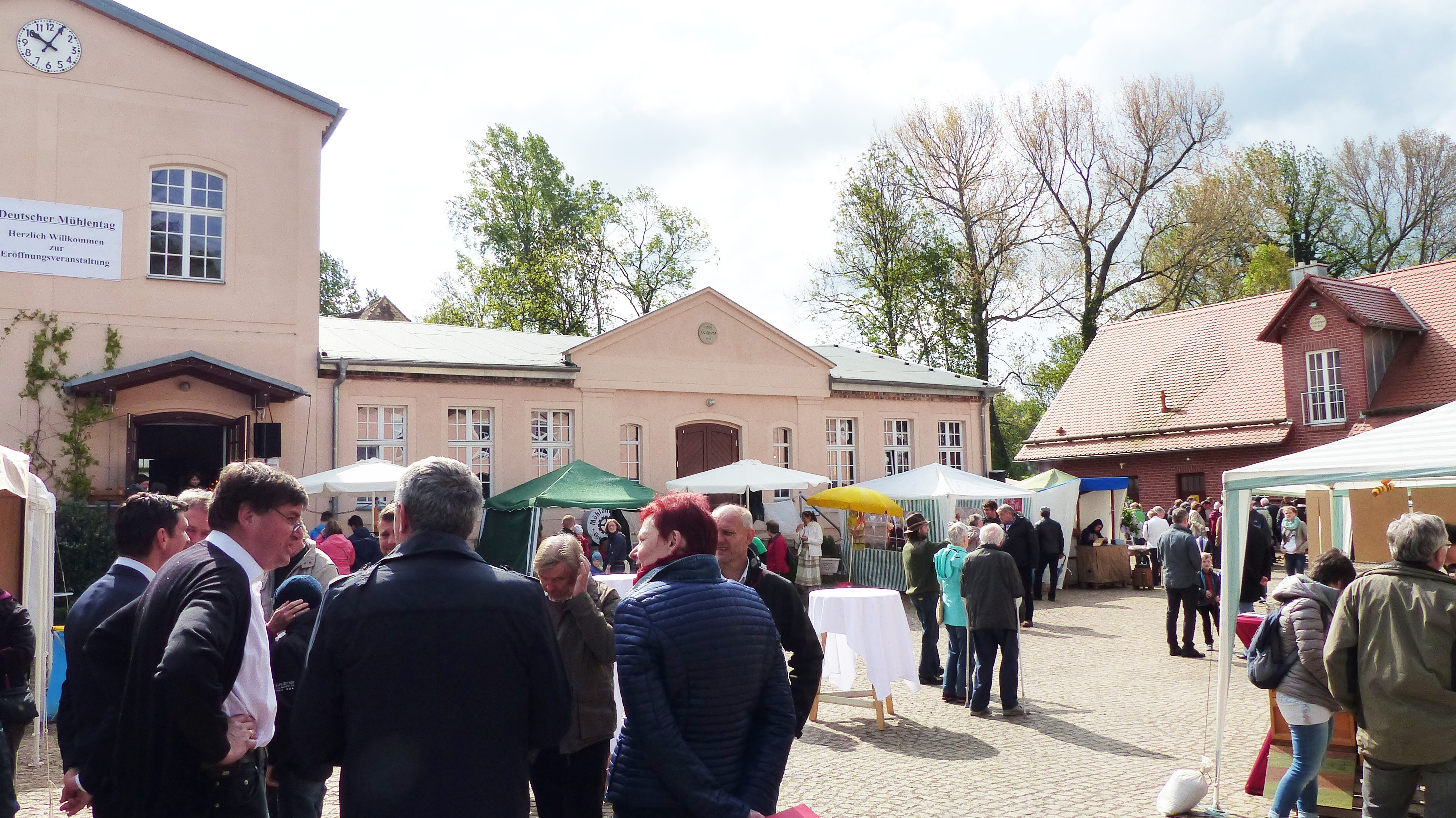
Deutscher Mühlentag 2016

Nach mehreren Bränden zwischen 1908 und 1913 erwarb 1914 der aus dem Erzgebirge stammende Clemens Kunze die Brandstätte. Nach Rekonstruktion und Inbetriebnahme von Getreide- und Sägemühle begann er mit dem Aufbau einer Eisenpulvermühle, die ab 1915 als Fa. Kunze & Co. Pulverisierwerk mit ihrem Produkt auf den Markt ging. Die steigende Nachfrage erlaubte 1939 die bauliche Erweiterung des Betriebes, in den inzwischen auch der Sohn eingetreten war. Die Wasserräder wurden durch Turbinen ersetzt, und ein kleiner Generator diente der Stromerzeugung.
Nach dem Zweiten Weltkrieg ging der Export von Eisenpulver stark zurück, und als alle Mühlen im Kreis Borna in einer Genossenschaft zusammengeschlossen wurden, ging die Besitzerfamilie in die Bundesrepublik. In den 1970er Jahren wurde die Getreidemühle außer Betrieb genommen und die Technik demontiert.
Nach der Wende kehrte die ehemalige Besitzerfamilie zur Eisenmühle zurück. Das Produktionsverfahren erwies sich jedoch als nicht mehr rentabel, sodass die Eisenmühle 1993 endgültig stillgelegt und die Produktionsanlagen überwiegend verschrottet wurden. Danach stand die Mühle über zehn Jahre leer. 2007 erwarb ein Ehepaar das allmählich verfallende Anwesen und begann mit der Sanierung.
Nach acht Jahren mühevoller Arbeit konnten die Gebäude 2015 wieder eröffnet werden. Seitdem finden neben musealen auch kulturelle Veranstaltungen statt. 2016 war die Eisenmühle Gastgeber für die zentrale Auftaktveranstaltung des 23. Deutschen Mühlentages.

## Gebäude
Auf dem Gelände stehen zwei Wohnhäuser, die als einzige nicht unter Denkmalschutz stehen. Das sogenannte Alte Haus beinhaltet die Landpension Eisenmühle und die Wohnung der Besitzer. Das Neue Haus ist ein Neubau für die Eltern der Besitzer.

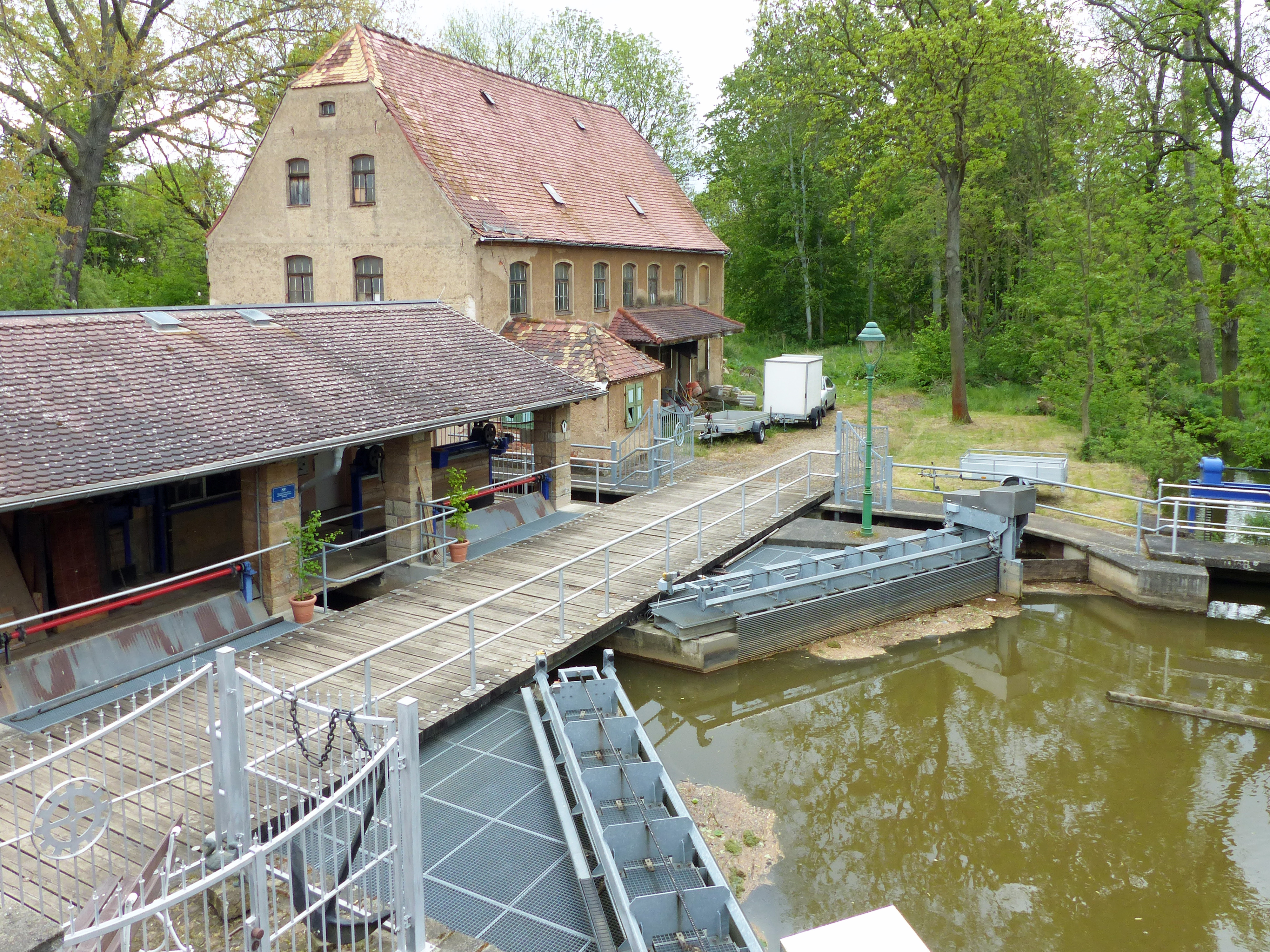
Ehemalige Getreidemühle (Blick vom Wehr nach Osten)

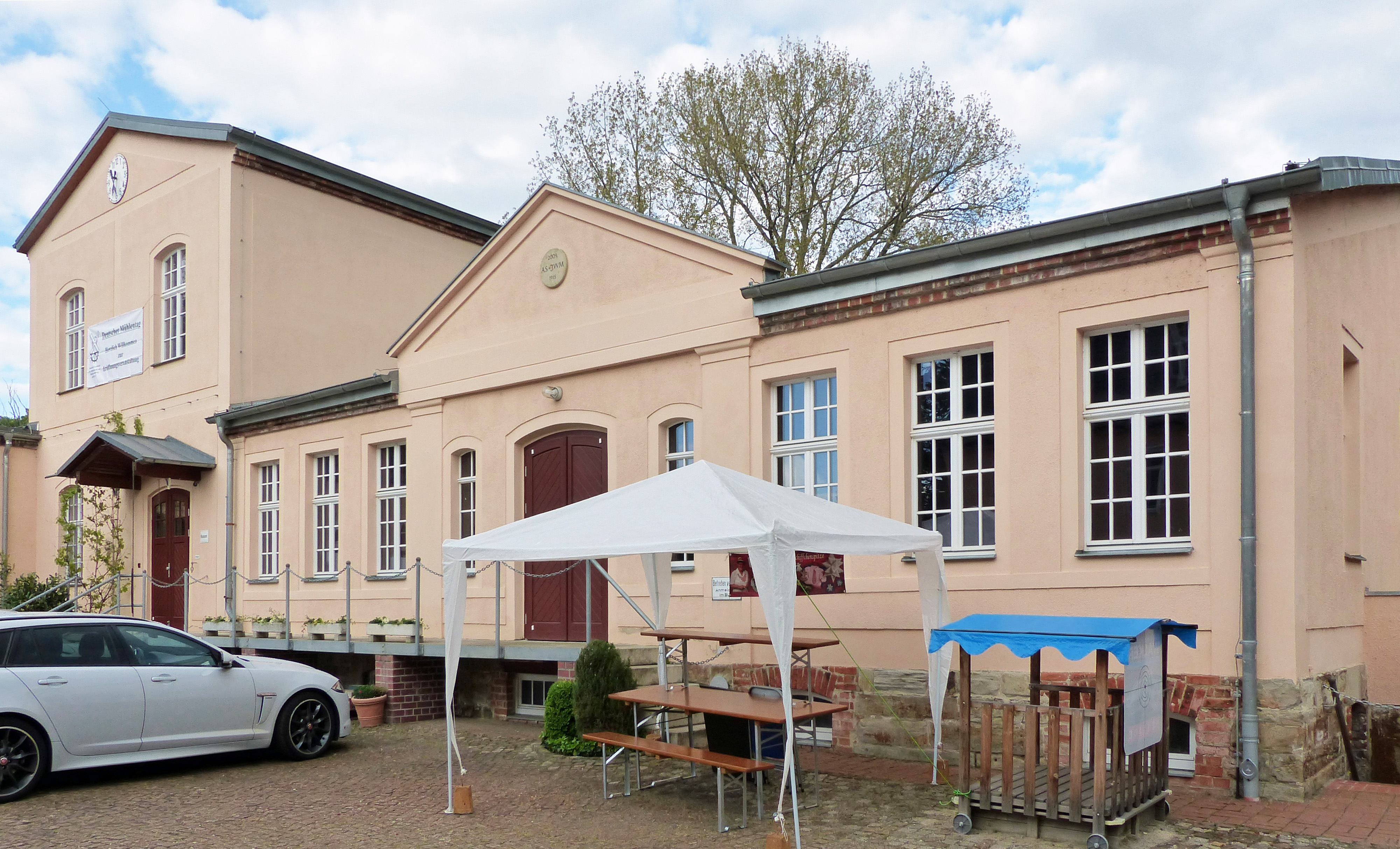
Östlicher Museumstrakt (1915) mit Café, Südwestansicht

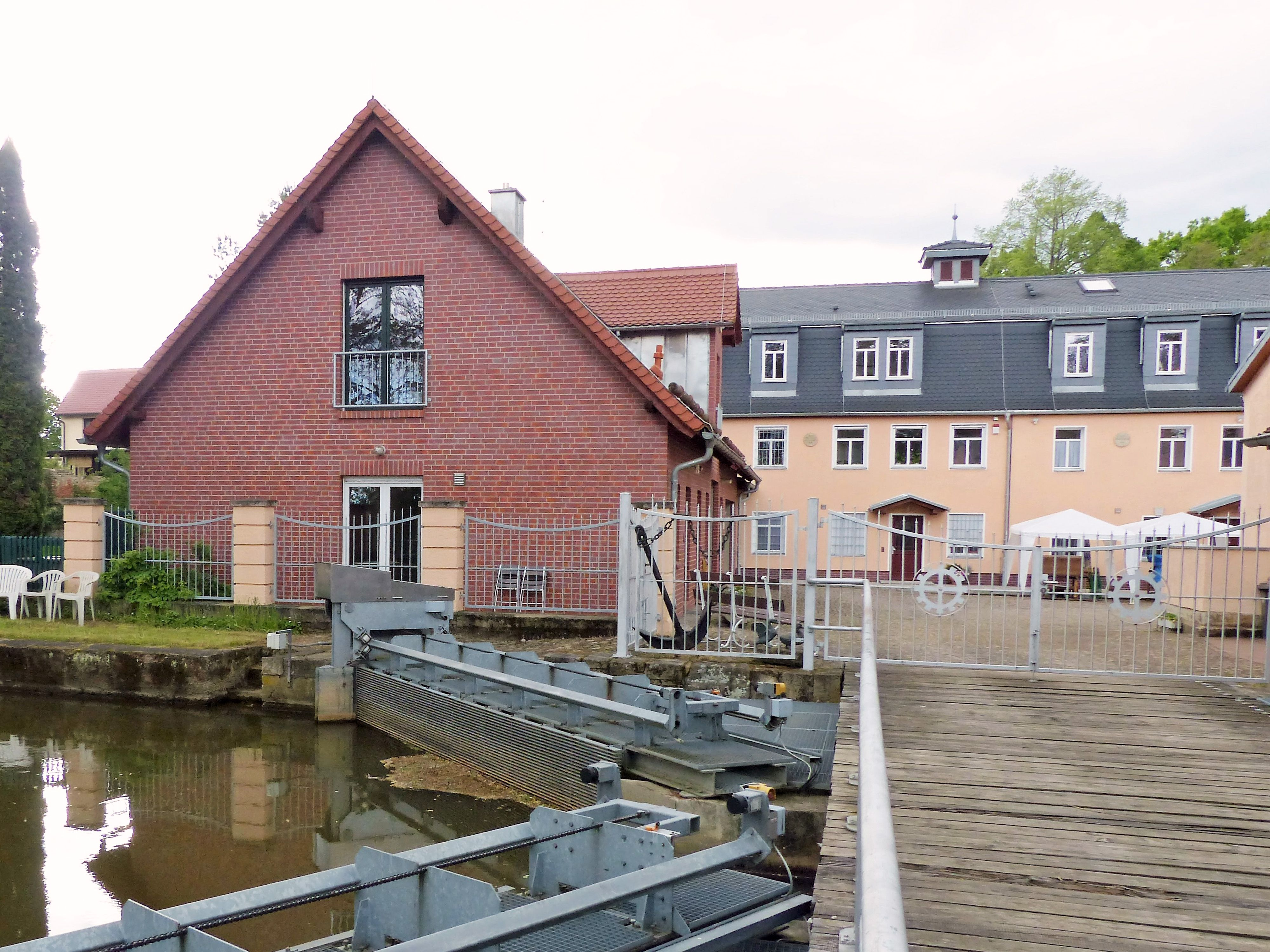
Neues und Altes Haus (Blick vom Wehr über den Hof nach Westen)

Die Museumsgebäude bilden einen Winkel mit einem Nord- und einem Ostflügel. Im Ersteren, einem Flachbau von 6 × 3 Achsen, befindet sich eine umfangreiche Ausstellung mechanischer Musikinstrumente. Diese zu sammeln ist ein Hobby des Mühlenbesitzers von Kindheit an. Der Ostflügel beginnt mit einem zweigeschossigen Trakt mit dem Café Reiberei im Erdgeschoss, dessen Name sich auf die Eisenpulverisierung durch Reiben bezieht. Das Obergeschoss beinhaltet einen Veranstaltungsraum. Im anschließenden Flachbau mit einem niedrigen Zwerchhaus über dem Mitteleingang ist das Eisenmühlen-Museum untergebracht; etwa die Hälfte des Raumes ist als Veranstaltungsbereich freigehalten.

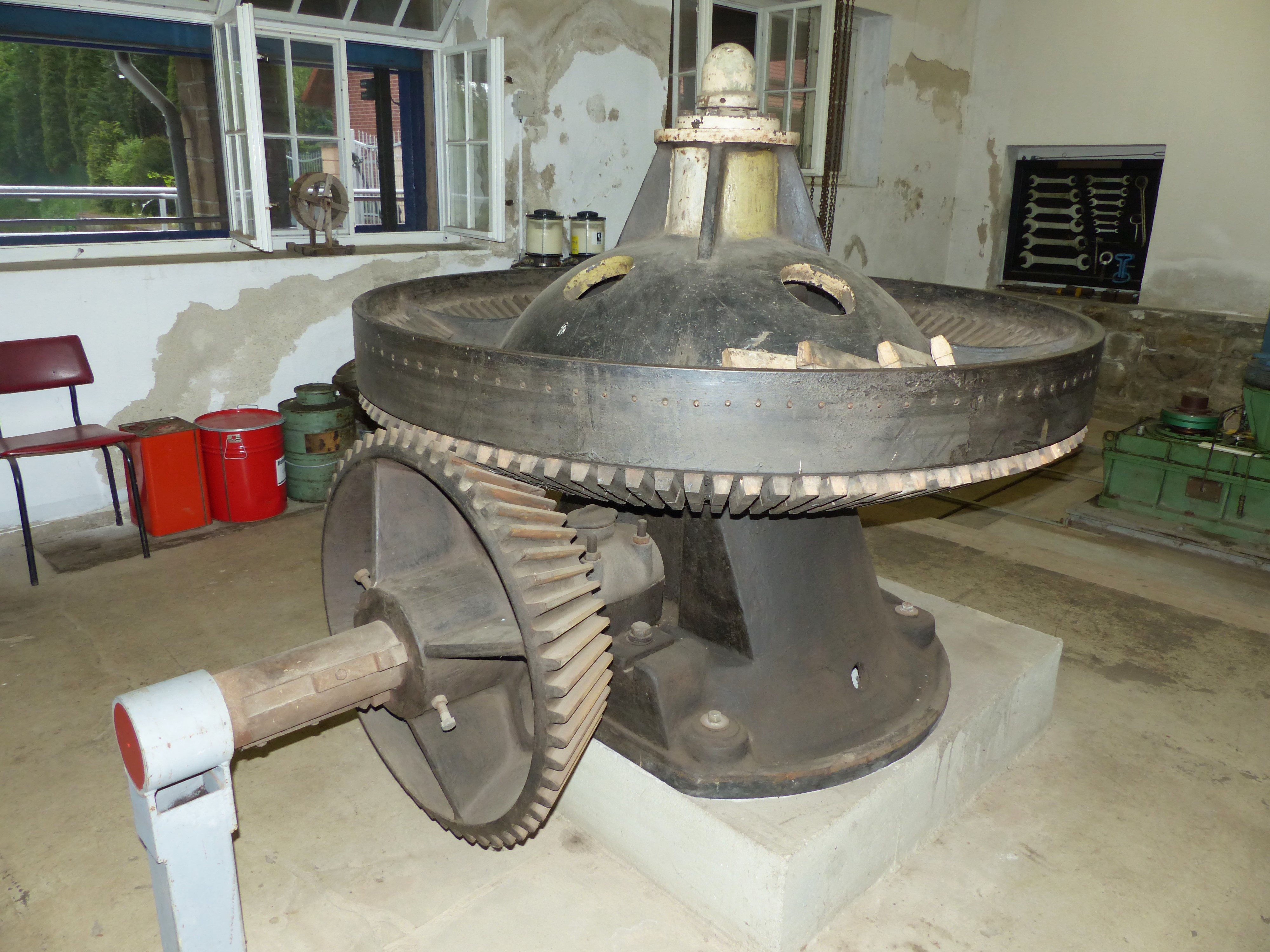
Turbinenhaus: Kegelrad mit Transmissionswelle oberhalb der nicht sichtbaren Turbine

Nach Osten, über dem Mühlgraben, schließt sich das hauseigene Wasser-Kleinkraftwerk im Turbinenhaus an. Es ist mit zwei Francisturbinen mit einer installierten Leistung von 45 beziehungsweise 25 Kilowatt ausgerüstet. Die Fallhöhe beträgt 1,4 m und der Durchfluss 7,5 m³/s. Dem Schutz der Fische dienen horizontale Rechen sowie eine Fischauf- und eine Fischabstiegshilfe.
Die Wasserkraft-Turbinen selbst sind nicht sichtbar. Sie liegen unterhalb des Fußbodens unter dem Wasserpegel des Wehrs. Zu sehen sind neben sonstigen historischen Anlagen die alte Transmissionswelle mit Kegelrad-Übersetzung, welche im Hauptbau (Ostflügel von 1915) die Reibevorrichtungen der Eisenmühle antrieb.
Jenseits des Mühlgrabens, an dessen Ostseite, steht das unsanierte Gebäude der ehemaligen Getreidemühle.

## Museum Eisenmühle
Das Eisenmühlenmuseum in der historischen Produktionshalle zeigt die gesamte Geschichte der Mühle und speziell den Produktionsablauf der Eisenpulverherstellung. Zur Produktion des Eisenpulvers wurden, von Wasserkraft angetrieben, Eisenstangen von etwa einem Meter Länge und einem Querschnitt von 4 × 8 cm unter kreischendem Lärm aneinander gerieben, wodurch feines Eisenpulver entstand, das gesiebt und nach Korngrößen sortiert verpackt wurde. Ein Stangensatz reichte bei Dauerbetrieb etwa sechs Wochen. Dieses wenig effektive Reibeverfahren zur Herstellung von Eisenpulver ist heute nicht mehr konkurrenzfähig.
Eisenpulver wird bei chemisch-pharmazeutischen und metallurgischen Prozessen gebraucht, aber auch zur Herstellung von Wunderkerzen. Die Eisenstangen für die Oderwitzer Eisenmühle wurden von verschiedenen Lieferanten bezogen. Thyssen lieferte Stangen in besonderer Reinheit, was zu Eisenpulver in Deutscher Arzneibuchqualität führte.
Von den ehemals sechzehn Reibeanlagen des Betriebes existieren noch zwei. Eine davon ist funktionsfähig rekonstruiert, wird aber nicht mehr direkt durch Wasserkraft angetrieben, sondern elektrisch, wobei der Strom von den hauseigenen Turbinen kommt.
Die Eisenmühle Oderwitz ist in Deutschland die einzige noch existierende Anlage ihrer Art und ein technisches Denkmal.

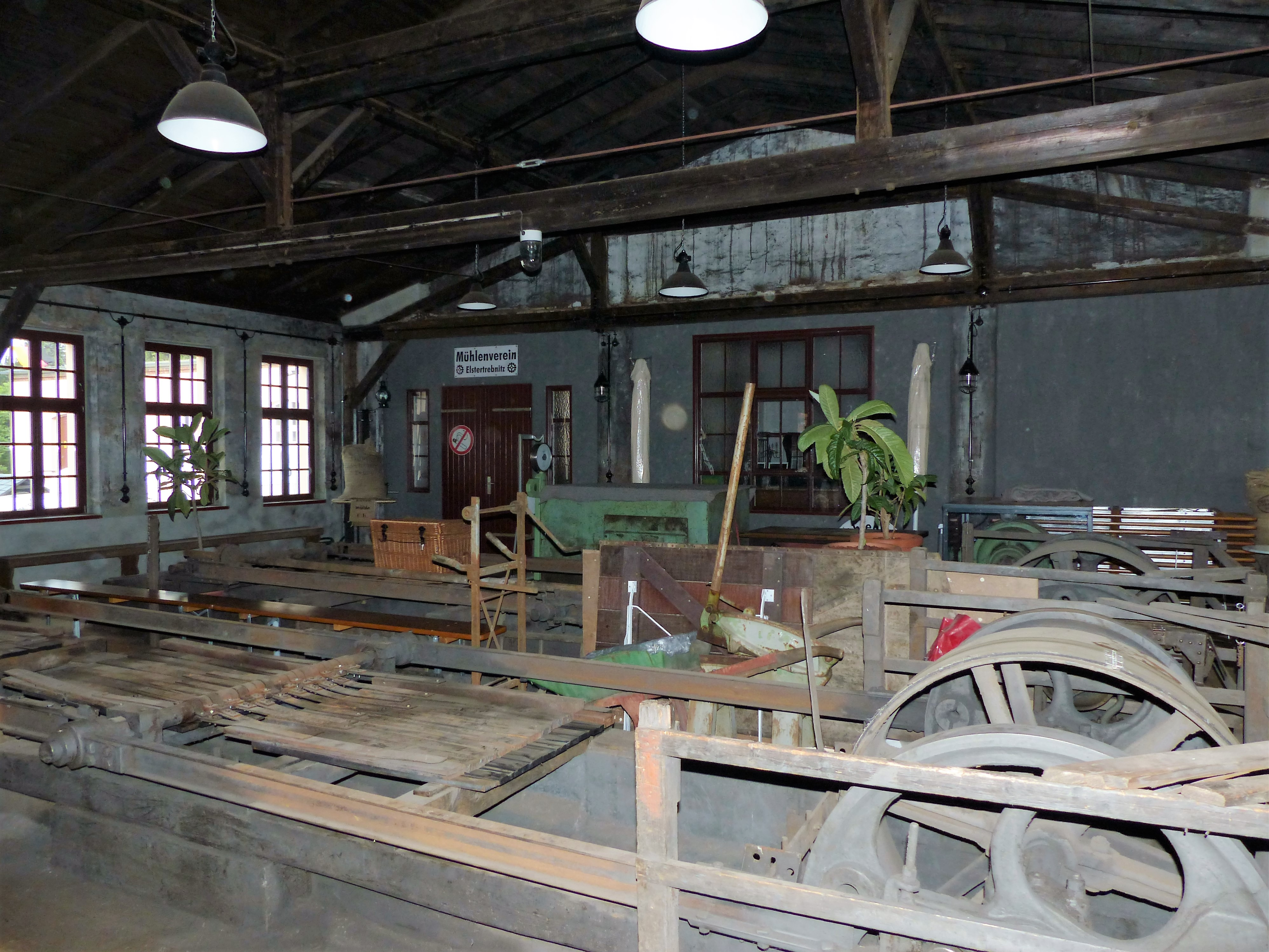
In der Reiberei,  Gebäude von 1915
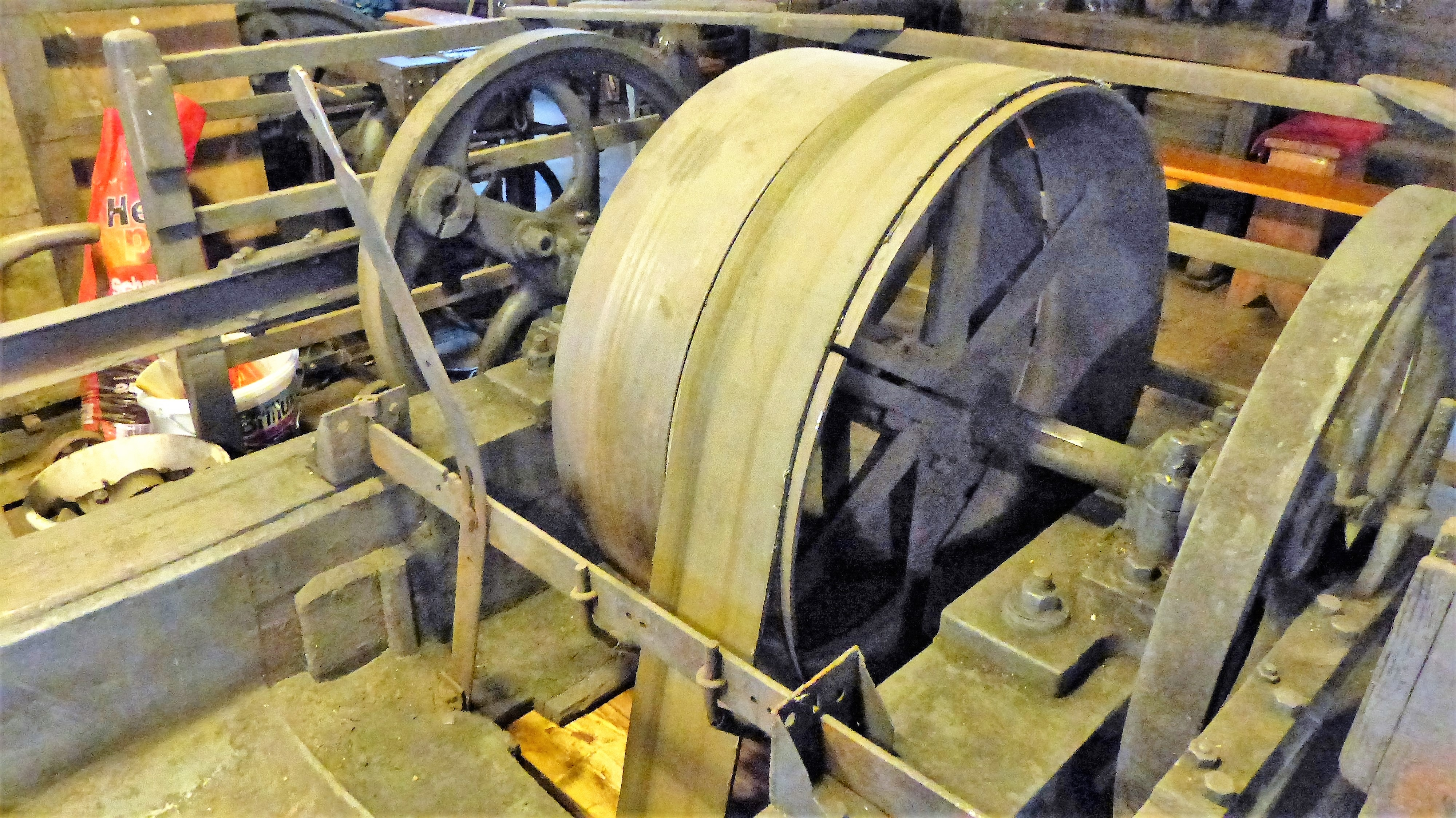
Transmissionsantrieb
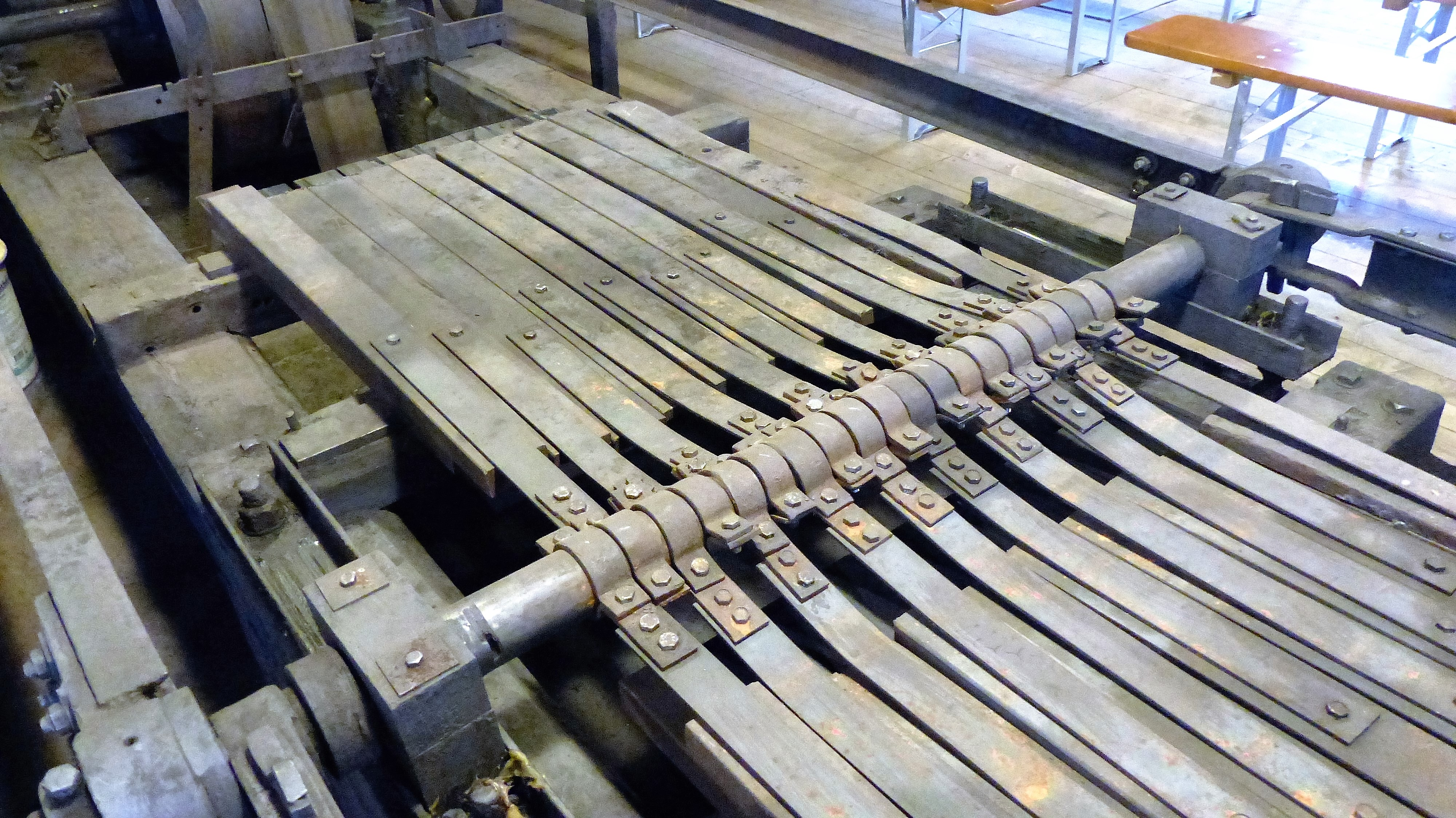
Exzenterwelle als Antrieb der Reibestrecke
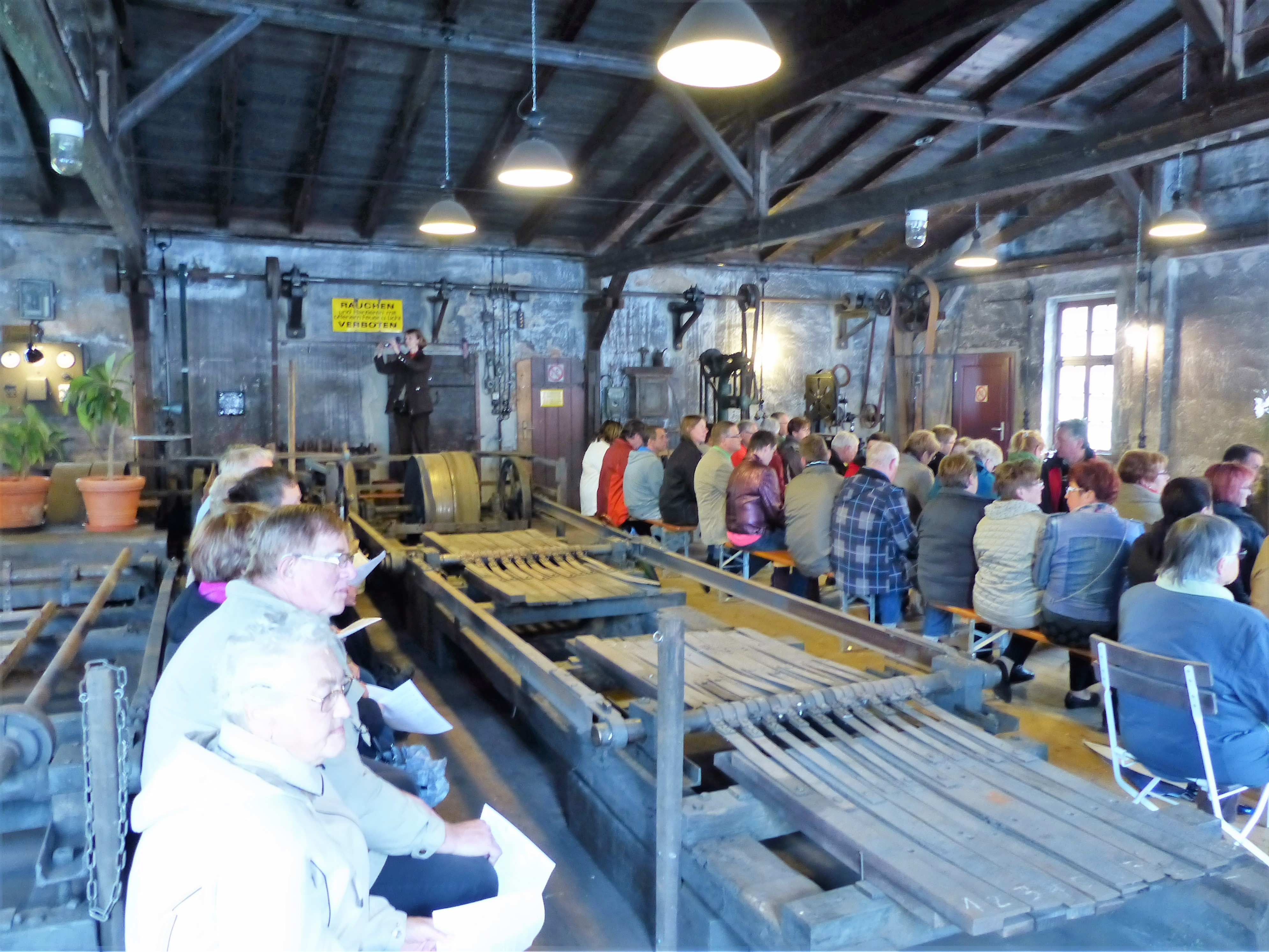
Beide Reibestrecken nebeneinander

## Sammlung selbstspielender mechanischer Musikinstrumente (Eisenmühle Oderwitz)
Im jüngsten Flügel (Anbau, Nordflügel) befindet sich (2023) die private Sammlung mechanischer Musikinstrumente des derzeitigen Eigentümers der Eisenmühle Oderwitz, Jost Mucheyer. Ausgestellt sind u. a. selbstspielende Trompete (mit Lochstreifen), Zithern, Drehorgeln, Musikschränke und Spieluhren. So auch ein Orchesterschrank der Firma Hupfeld aus Leipzig.